# Будилці
Буди́лці (болг. Будилци) — село в Благоєвградській області Болгарії. Входить до складу общини Кресна.

## Населення
За даними перепису населення 2011 року у селі проживали 0 осіб.
Динаміка населення: